# رولز رويس توربوميكا آر تي إم 322
رولز رويس توربوميكا آر تي إم 322 (بالإنجليزية: Rolls-Royce Turbomeca RTM322) هو محرك عمود توربيني، تنتجه رولز رويس توربوميكا المحدودة، وهو مشروع مشترك بين شركة رولز رويس بي إل سي البريطانية وشركة توربوميكا الفرنسية. وقد تم تصميم المحرك ليتناسب مع مجموعة واسعة من تصاميم المروحيات العسكرية والتجارية. كما أن محرك آر تي إم 322 يمكن أيضا أن يستخدم في الاستعمالات البحرية والصناعية.
أول طلبية لمحرك آر تي إم 322 كانت في عام 1992، وذلك لتزويد 44 مروحية تابعة للبحرية الملكية من طراز ميرلين إتش إم 1، والتي دخلت الخدمة في عام 1998. وفقا لرولز رويس فأن 1,500 محرك هو مجموع ماتم طلبه وصنعه، وأن حوالي 80٪ من مروحيات وإيه دبليو 101 تستخدام المحرك.

## التطبيقات
- أغوستاوستلاند أباتشي
- أغستاوستلاند إيه دبليو 101
- إن إتش-90

## المواصفات
مواصفات محرك من طراز (Mk 250) أو طراز(02/8):
الخصائص العامة
- نوع: التوربيني
- طول: 46.1 بوصة (1.17 م)
- قطر: 25.5 بوصة (0.65 م)
- الوزن الجاف: 503 رطل (228 كلغ)

مكونات
- ضاغط: 3HP + 1CFHP
- التوربين: 2HP، 2PT

أداء
- إنتاج الطاقة القصوى: 2,270 SHP (1,693 كيلوواط)
- نسبة الضغط الكلي: 14.2
- نسبة الوزن إلى القوة:

## وصلات خارجية
- صفحة رولز رويس RTM322
- صفحة توربوميكا RTM322 نسخة محفوظة 3 أغسطس 2009 على موقع واي باك مشين.